# Cyberaktivismus
Cyberaktivismus (auch: Cyberprotest, E-Protest, Internetaktivismus oder Online-Aktivismus) ist die Nutzung digitaler Informations- und Kommunikationstechnologien wie E-Mail, Foren, Twitter, Podcasts, Websites oder Wikis für verschiedene Protestformen. Internettechnologien werden von Protestakteuren – auch als Netzaktivisten bezeichnet – dabei für die Praxen des Framing, Identitätstiftens, Mobilisierens und Netzwerkens genutzt.

## Bedeutung des Internets für soziale Bewegungen
Donk et al. gehen davon aus, dass insbesondere Akteure neuer sozialer Bewegungen das Internet nutzen, da dies ihren Ideologien und ihren organisatorischen Bedürfnissen entspricht. Auch würden sich Protestakteure mittels des Internets für interne und externe Mobilisierungen auf lokaler, nationaler und internationaler Ebene schneller und effizienter vernetzen können. Während einerseits die große Bedeutung des Internets an einzelnen Fallbeispielen – insbesondere der digitalen internationalen Vernetzung der Zapatistas und der damit verbundenen Gründung des Peoples Global Action Netzwerkes – hervorgehoben wird, wird andererseits von komplexen Zusammenhängen der Online-/Offline-Vernetzung von Protest ausgegangen. Reine Formen des Cyberaktivismus wie beispielsweise die Online-Demonstration gegen Lufthansa bilden laut dem Bewegungsforscher Dieter Rucht eher Ausnahmen.

## Typen von Cyberaktivismus
Vegh unterscheidet folgende Formen von Cyberaktivismus:
- Advocacy: Bereitstellung und Verbreitung von Informationen, Angebot von Foren für offene Diskussionen sowie Maßnahmen des sogenannten e-Lobbying.
- Organisation/Mobilisierung: Aufrufe zu Online-/Offline-Aktionen (z. B. das Kontaktieren politischer Entscheidungsträger per Online-Petitionen).
- Aktion/Reaktion: Online-Attacken (Hacktivismus) von Hackern, Cyber-Kampagnen, Cyber-Kriege.

## Kritik
Geringes Involvement durch „One-Click-Protest“, Cyberbalkanisierung von Öffentlichkeiten, Anonymität und nicht zuletzt das Widerspiegeln der Digital-Divide-Problematik werden als fraglich im Sinne des Beitrages von Cyberaktivismus zu einer (transnationalen) Demokratisierung der Gesellschaft betrachtet.

### Artikel und Konferenzpapiere
- Julian Ausserhofer: Bringt uns das Internet mehr Gleichheit? Charakteristika einer sozialen Technologie. (PDF; 234 kB) (= Paper für Momentum11 vom 27.–30. Oktober 2011, Hallstatt, Österreich). Graz, Kapfenberg, Bad Gleichenberg: FH Joanneum, web literacy lab online, Oktober 2011. PDF, 16 S., 228 kB